# Daniel Zamudio Guerrero
Daniel Zamudio Guerrero (* 28. August 1887 in Bogotá; † 3. Juli 1952) war ein kolumbianischer Komponist und Musikwissenschaftler.

## Leben
Daniel erhielt ersten Unterricht bei seinem Vater, dem Pianisten Daniel Zamudio Torres. Er studierte dann an der Academia Nacional de Música, der Vorläuferinstitution des Konservatoriums von Bogotá, unter anderem Klavier bei Honorio Alarcón und Musiktheorie bei Santos Cifuentes.
1915 gründete er die Sociedad Palestrina, deren Direktor er wurde. Er wirkte als Organist an mehreren Kirchen Bogotás, ab 1920 an der Iglesia de la Candelaria im gleichnamigen Stadtbezirk im historischen Zentrum Bogotás. Zugleich unterrichtete er als Klavierlehrer am Konservatorium der Hauptstadt und leitete das Orchester Unión Musical in Bogotá, mit dem er 1920 das letzte Konzert des kolumbianischen Meisterpianisten Honorio Alarcón, seines Lehrers, begleitete. 1926 gründete er die Musikschule in Cartagena und übernahm deren Leitung. 1936 gründete er das Orpheum des Centro de Cultura Social in Bogotá und wurde im selben Jahr Direktor des Konservatoriums von Ibagué. Später leitete er das Konservatorium in Pasto und ab 1943 das Konservatorium der Universität Cauca in Popayán. Ab 1945 leitete er bis zu seinem Tod das kolumbianische Polizeiorchester der Policía Nacional.

## Musikalisches Schaffen
Zamudio widmete sich als Pianist, Organist, Orchesterleiter, Musikerzieher und Theoretiker der traditionellen Folklore Kolumbiens. Seine kompositorische Produktion ist vom humanistischen Musikideal der Verschmelzung von ars und natura geprägt und umfasst volksreligiöse Werke wie die 1910 entstandenen Zarzuelas Los Reyes Magos („Die drei Könige“) und Aurora del Cristianismo („Morgendämmerung des Christentums“), seine sehr bekannte Marcha Triunfal („Triumphmarsch“, 1919) und die Danza Oriental für Orchester, den fünfteiligen Liedzyklus Vesperal (Schumanniana) für Chor, mehrere Liedvertonungen nach Fabeln von Rafael Pombo und die folkloristischen Impresiones en Zipaquirá für Klavier (um 1947). Er komponierte auch kirchenmusikalische Werke, darunter ein vierstimmiges Stabat Mater, die zweistimmige Messe Misa de Nuestra Señora de la Candelaria, fünf Antiphonen der Cäcilienvesper und die der Jungfrau von Chiquinquirá gewidmete, volkstümlich-nationalreligiöse marianische Hymne Reina de Colombia („Maria Königin Kolumbiens“). Unter seinen kammermusikalischen Kompositionen stechen das „Wiegenlied“ (Canción de Cuna) für Violoncello und Klavier und die Romanza für Violine und Klavier hervor.
Den „Triumphmarsch“, Zamudios meistgespieltes Stück, hatte er 1919 unter dem Pseudonym Epifanus bei einem Wettbewerb zum einhundertsten Jahrestag der Schlacht von Boyacá eingereicht und den ersten Preis gewonnen.
Als Theoretiker befasste er sich lebenslang mit kolumbianischer Volksmusik und legte in einem lange unpublizierten Vortrag vom Januar 1936 (El folklore musical en Colombia, gedruckt 1949) die Grundlagen für ihre strukturelle Analyse dar. Zamudio gehört damit zusammen mit Emirto de Lima (1890–1972), dem die frühesten musikologischen Beschreibungen traditioneller kolumbianischer Musik zugeschrieben werden, und dem Geschwisterpaar Delia (1926–2001) und Manuel Zapata Olivella (1920–2004), die sie durch ihre Publikationen und Aufführungen international bekannt machten, zu den Pionieren der kolumbianischen Folklore. Als bezeichnend für den nationalmusikalisch vorgeprägten Folklorebegriff des akademischen Musikbetriebs, dem Zamudio entstammt, wird indes seine 1936 geäußerte Empfehlung gewertet, jeglichen Einfluss schwarzer Musik aus der kolumbianischen Volksmusik auszuscheiden, worin er sich von einem Verständnis populärer Musik, wie es De Lima vertrat, grundlegend unterscheidet.

## Werke
- Aurora del Cristianismo, Zarzuela in drei Akten (Text: Antonio Álvarez Lleras)
- Ausencia
- Canción de Cuna für Cello und Klavier
- Himno del Árbol für Gesang und Klavier (Text: Alfredo Gómez Jaime)
- Himno para la Coronación de Nuestra Señora del Carmen (Marienhymne)
- Impresiones de Zipqaquira
- Madre Mia (Marienhymne)
- Marcha Triunfal
- Para tí, Gesang für Tenor und Klavier
- Pasillo
- Reina de Colombia (Marienhymne, Text: Juan C. Garzón)
- Romanza para Violín y Piano
- Vida, Pasodoble

## Schriften
- La música en Colombia y sus cultivadores. In: Boletín de la Unión Panamericana, Washington D. C., Mai 1927.
- Anotaciones sobre la música religiosa en Colombia. In: Boletín Latinoamericano de Música, Bogotá 1938.
- El folklore musical en Colombia. Beiheft zur Zeitschrift Revista de las Indias Nr. 14, Bogotá, Mai/Juni 1949 (30 Seiten).
- Hjalmar de Greiff, David Feferbaum (Hrsg.): Textos de Música y Folklore. Instituto Colombiano de Cultura, Bogotá 1978 (Sammelband musiktheoretischer Aufsätze kolumbianischer Autoren, darunter auf S. 398–421 mehrere grundlegende Beiträge Zamudios)[3]